# Ctenotus tantillus
Ctenotus tantillus (кімберлійський клиномордий гребневухий сцинк) — вид сцинкоподібних ящірок родини сцинкових (Scincidae). Ендемік Австралії.

## Поширення й екологія
Кімберлійські клиноморді гребневухі сцинки мешкають у регіоні Кімберлі у Західній Австралії, а також на північному заході Північної Території. Вони живуть у сезонних сухих рідколіссях.